# Максим (митрополит Київський)
Святи́тель Макси́м (6 грудня 1305) — митрополит Київський відомий тим, що перебрався жити з Києва до Володимира-на-Клязьмі.

## Коротка біографія
Максим за походженням був грек, прибув у Русь, яка занепадала під татарським ярмом, у сані Митрополита 1283 року. Святитель побажав зупинитися в Києві, але від грабіжницьких набігів монголо-татар місто спустіло. Митрополит Максим направився до Брянська, а звідти поїхав у Суздаль. Під час подорожі містами Волині святителя зустрічав ігумен Ратського монастиря Петро — майбутній наступник митрополита.
1295 року у Володимирі-на-Клязьмі святитель звів з архієрейської кафедри єпископа Іакова і призначив єпископа Симона. У цей важкий час Великокнязівський престол знаходився то у Володимирі-на-Клязьмі, то у Переяславлі, то у Твері.
Побоюючись образити руських Київських князів своїм переселенням на північ, святитель обрав Володимирі-на-Клязьмі як на місце свого перебування. 1299 року Митрополит Максим переселився до Володимирі-на-Клязьмі, а наступного року поставив єпископом у Новгород святого Феоктиста.
1301 року Митрополит Максим прибув до Константинополя на Патріарший Собор, де, з волі Святителя, Сарайський єпископ Феогност запропонував для розгляду питання про потреби Київської митрополії. Піклуючись про зміцнення Русі, що знаходилася тоді в неволі, Святитель переконував московського князя Юрія Даниловича примиритися з тверським князем Михаїлом Ярославичем і не радив Юрію їхати в Орду для отримання Великокнязівського престолу. 1304 року святитель у Володимирі благословив на Великокнязівський престол святого благовірного князя Тверського Михаїла Ярославича.

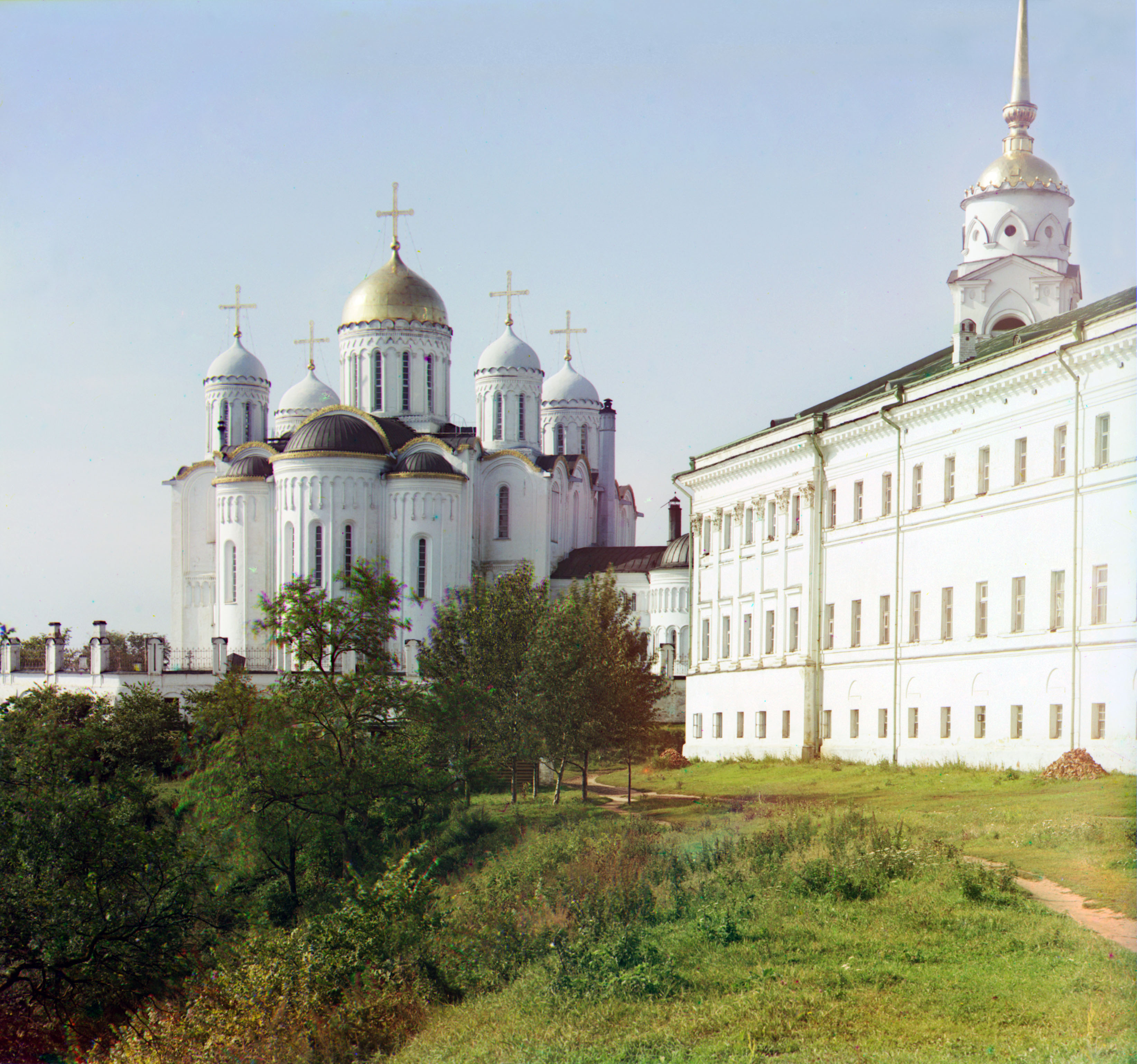
Успенський собор (Владимир)

Подаючи всім приклад високодуховного життя, митрополит Максим постійно піклувався про духовне зростання своєї пастви. Так, Святитель запровадив правило про пости, призначивши, окрім Великого посту, Апостольський, Успенський і Різдвяний пости.
Особливим піклуванням Святого Митрополита було затвердження законного шлюбу: «Пишу про це, щоб ви, чада мої, народжені в купелі, приймали дружин від Святої Соборної та Апостольської Церкви, — дружина для спасіння людського. Якщо ж тримаєте їх в розпусті, без вінчання, що за допомога тобі? Ні, проси і примушуй їх, хай, чи старі або молоді, все одно вінчаються в церкві».
Помер Святитель 6 грудня 1305 року. Тіло його було поховане в Успенському соборі у Володимирі-на-Клязьмі.